# Cándido Camero
Cándido de Guerra Camero, más conocido por su nombre artístico Cándido Camero (La Habana, 22 de abril de 1921 – Nueva York, 7 de noviembre de 2020), fue un percusionista de música cubana y jazz afrocubano. La agencia pública National Endowm ent for the Arts le condecoró, junto a Quincy Jones, como Maestro del Jazz 2008.

## Biografía
Camero comienza a tocar percusión a la edad de cuatro años con unos bongos que le improvisó su padre con dos latas de leche condensada forradas de cuero. Posteriormente su padre le enseña a tocar el tres cubano, instrumento que le servirá para acompañar a grandes como Ramón «Mongo» Santamaría y Luciano «Chano» Pozo. 
Debuta profesionalmente a la edad de catorce años y, en una forma muy curiosa, él recuerda cómo su padre le olía las manos para saber si había estado fumando o bebiendo. «No fumo y no bebo porque yo siento que tengo talento y todo lo que tengo que hacer es mostrarlo», declara.[cita requerida] En la primera mitad de la década de 1940 toca las congas con bandas de jazz en La Habana, logrando obtener reconocimiento.
Cándido se muda a los Estados Unidos en 1946, acompañando a los populares bailarines Carmen y Rolando en un show donde Dean Martin y Jerry Lewis eran las estrellas. El grupo de bailarines tenía una gira por los Estados Unidos, pero no tenía el dinero suficiente para llevar al bongocero y conguero que necesitaban, y es así como Cándido decide tocar ambos instrumentos simultáneamente. El éxito no se hizo esperar, pues para el público constituyó algo nuevo, raro y además fue la primera vez que un músico tocó conga y bongos simultáneamente.
Cándido pronto comienza a tocar con el pianista Billy Taylor. A principios de los años 1950, trabaja con Dizzy Gillespie y es solista de la big band de Stan Kenton, con la que recorre el país tocando tres congas, en un momento en que otros tocaban sólo una, además del güiro. En efecto, durante este período, Cándido logra adaptar una segunda conga a su set, constituyéndose de esa forma en el primer percusionista en usar más de una conga; la aparición de una tercera conga se remonta al año 1950, cuando Cándido siente la necesidad de tocar melodías enteras con sus congas, utilizando tres afinaciones distintas. Crea un estilo único al voltear sus congas para obtener notas específicas.
Compartió escenario con estrellas como Machito, Billy Taylor, Count Basie, Duke Ellington, Lionel Hampton, Charlie Parker, Dizzy Gillespie, George Shearing, Stan Kenton, Fania All Stars, Quincy Jones, Charlie Mingus, Ray Charles, Tony Bennett, Tito Puente, Chico O'Farrill, Sonny Rollins, Coleman Hawkins, Celia Cruz, Patato Valdés, Mongo Santamaría y muchísimos más.
Con noventa y seis años y casi setenta de carrera artística, protagonizó Cándido manos de fuego, documental dirigido por Iván Acosta, sobre la vida del músico y la historia del jazz afrocubano, del cual fuera precursor. En 2018 Acosta comienza a coproducir un nuevo acercamiento cinematográfico a la trayectoria del percusionista, Cándido el rey de las 3 congas, dirigido por Luis Leonel León, rodado en Miami, Nueva York, Unión City (Nueva Jersey), La Habana y otras ciudades.
Hasta el momento se conocen muy pocos de sus familiares. En Cuba le sobrevive su hija Emérita, a la que no visitó más luego de que la revolución castrista tomara el poder, pues el músico negó a regresar a su país "mientras imperara el régimen comunista".
En New Jersey le sobreviven su nieto Julián Camero y su bisnieta Juliett. "Mi abuelo fue para mí un ejemplo en todo. Yo llegué a Miami en una balsa en 1991 y sólo le conocía por fotos. Cuando de Emigración [tras la llegada del nieto a EEUU] le llamaron, él les dijo que estaría muy feliz de hacerse cargo. Me preguntó si yo quería quedarme con él y le dije que sí. Me fui a Nueva York y me consiguió trabajo, me enseñó muchas cosas, siempre me dio muy buenos consejos, prácticamente fue quien me formó porque cuando uno llega de Cuba viene con una ideología equivocada. Le debo mucho y siempre estará en mi corazón", reveló su nieto Julián a León en una entrevista publicada en Diario Las Américas el día en que murió el percusionista.
Cándido Camero estableció en la Gran Manzana su residencia y desarrolló allí la mayor parte de su obra por más de 70 años. Falleció el 7 de noviembre de 2020, a los noventa y nueve años, en su domicilio de Manhattan, Nueva York.

## Discografía seleccionada

### Como líder
- Dancin' and Prancin' (1979)

### Como colaborador

#### ConGrant Green
- His Majesty King Funk (1965)
- Bumpin (1965)

#### ConEllen McIlwaine
- Honky Tonk Angel (1972)
- We the People (1973)